# Municipio de Perry (condado de Vanderburgh)
El municipio de Perry (en inglés: Perry Township) es un municipio ubicado en el condado de Vanderburgh en el estado estadounidense de Indiana. En el año 2010 tenía una población de 25092 habitantes y una densidad poblacional de 343,41 personas por km².

## Geografía
El municipio de Perry se encuentra ubicado en las coordenadas 37°57′58″N 87°38′56″O / 37.96611, -87.64889. Según la Oficina del Censo de los Estados Unidos, el municipio tiene una superficie total de 73.07 km², de la cual 71.94 km² corresponden a tierra firme y (1.54%) 1.13 km² es agua.

## Demografía
Según el censo de 2010, había 25092 personas residiendo en el municipio de Perry. La densidad de población era de 343,41 hab./km². De los 25092 habitantes, el municipio de Perry estaba compuesto por el 94.9% blancos, el 2.13% eran afroamericanos, el 0.18% eran amerindios, el 1.07% eran asiáticos, el 0.02% eran isleños del Pacífico, el 0.43% eran de otras razas y el 1.27% pertenecían a dos o más razas. Del total de la población el 1.14% eran hispanos o latinos de cualquier raza.